# Tim Wright
Tim Wright (ps. CoLD SToRAGE) – popularny twórca muzyki elektronicznej, autor wielu utworów muzycznych do gier komputerowych. Jego dzieła to m.in. stworzona na komputerze Amiga 500 seria elektronicznych adaptacji utworów klasycznych, wykorzystana w serii gier Lemmings - m.in. Rondo Alla Turca Mozarta czy fragmenty Jeziora łabędziego Piotra Czajkowskiego. Nowe utwory Wrighta znalazły się między innymi na ścieżce dźwiękowej w grze Wipeout Pure na PSP.